# Bostrycapulus calyptraeiformis
Bostrycapulus calyptraeiformis is een slakkensoort uit de familie van de Calyptraeidae. De wetenschappelijke naam van de soort is voor het eerst geldig gepubliceerd in 1830 door Deshayes.